# Ponte di Mezzo (Parma)
Il ponte di Mezzo è uno dei più antichi ponti di Parma, posto lungo il tracciato della via Emilia per superare il torrente Parma.

## Storia

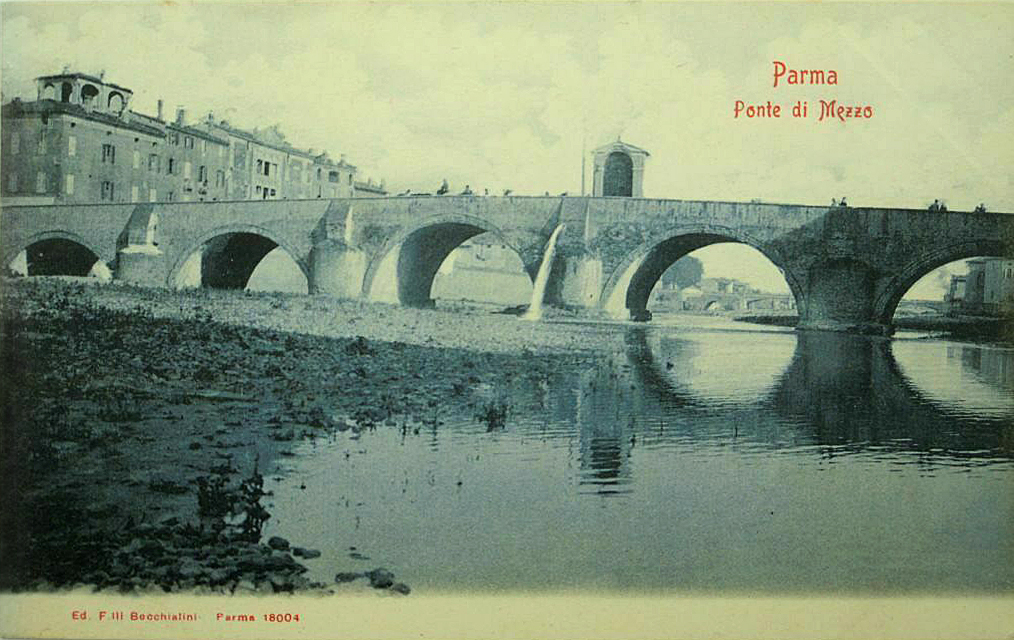
Il ponte di Mezzo prima del giugno 1914, con al centro la cappella dedicata a san Giovanni Nepomuceno

Il ponte fu costruito a schiena d'asino nel 1177 dopo che, a causa di una terribile piena, il torrente aveva spostato verso ovest il suo letto, rendendo inutilizzabile l'antico Pons Lapidis di epoca romana, in seguito interrato e riemerso solo nel 1966, durante gli scavi per il risezionamento di strada Mazzini.
Fu successivamente distrutto dalla furia delle acque e ricostruito nel 1547 prima in legno ed in seguito in muratura. Solo nel 1685 anche i parapetti furono realizzati in pietra, motivo per cui divenne noto come "Ponte di Pietra". Nel 1723 fu costruita a metà del ponte una piccola cappella dedicata a san Giovanni Nepomuceno, che fu devastata durante le sommosse popolari del giugno del 1914 e quindi demolita.
Fra il 1932 e il 1934 il ponte fu completamente risistemato ed allargato, conferendogli la veste attuale.